# Fabian Reuterskiöld
Alexander Fabian Zefanias Reuterskiöld, född 3 december 1804 på Ludvika bruk, död 26 december 1891 i Stockholm, var en svensk militär, som var Sveriges krigsminister 1862–1867.
Reuterskiöld blev kadett vid Krigsakademien på Karlberg 1819 och utexaminerades därifrån 1822. Han blev fänrik vid Västmanlands regemente  samma år, löjtnant 1829, kapten i armén 1840, vid regementet 1842, överstelöjtnant och förste major 1847. Reuterskiöld
blev överste och chef för Hälsinge regemente 1856 och transporterades som överste och chef till Upplands regemente 1860. Han befordrades till generalmajor i armén 1862 och blev statsråd och chef för Lantförsvarsdepartementet samma år. Under 1864 torde Reuterskiöld i avsevärd mån ha bidragit till att förhindra Sveriges indragande i det dansk-tyska kriget. De uppgifter han lämnade regeringen om den svenska härens tillstånd och kostnaderna för en mobilisering torde mycket ha avkylt krigsivern. Reuterskiöld var en varm vän av skarpskytterörelsen, i vilken han såg ämnet till ett lokalförsvar, och av indelningsverket som grund för härordningen. Då 1867 års riksdag anföll den indelta armén, trädde han den 5 juli samma år tillbaka, så mycket hellre som riksdagen nedprutat anslagen till hans departement. Han utnämndes samma dag till generallöjtnant och generalbefälhavare i Andra militärdistriktet, men tog 1872 avsked ur krigstjänsten. Reuterskiöld invaldes som ledamot av Krigsvetenskapsakademien 1860. Han blev riddare av Svärdsorden 1848, kommendör av samma orden 1863 och kommendörer med stora korset
1866. 
Fabian Reuterskiöld var son till överjägmästaren Axel Fredrik Reuterskiöld och friherrinnan Anna Dorotea Cedercreutz. Han gifte sig 14 juli 1833 på Forsbacka i Stora Tuna socken i Kopparbergs län med Anna Birgitta Charlotta Schenström, som var dotter till bruksägaren filosofie magister Johan Magnus Schenström och Britta Kristina Enström. De var föräldrar till filantropen Agda Montelius samt till militärerna Axel och Robert Reuterskiöld. Makarna Reuterskiöld är begravna på Norra begravningsplatsen utanför Stockholm.